# Kolonia Kamieńczykowska
Kolonia Kamieńczykowska [kɔˈlɔɲa kamjɛɲt͡ʂɨˈkɔfska] est un village polonais de la gmina de Sterdyń dans le powiat de Sokołów et dans la voïvodie de Mazovie, au centre-est de la Pologne.